# Bastille-Beschlüsse
Die Bastille-Beschlüsse sind ein zweiteiliger Beschluss des ersten Senats des Bundesverfassungsgerichts vom 14. Juli 1987, mit denen die damals geltenden Standesrichtlinien für Rechtsanwälte in Deutschland für unvereinbar mit dem Grundrecht auf Berufsfreiheit erklärt wurden. Ihren Namen erhielten die Beschlüsse aufgrund des Datums, an dem sie ergingen, nämlich dem Jahrestag des Sturms auf die Bastille am 14. Juli 1789.

## Inhalt der Beschlüsse
Bis zu den Beschlüssen galten für Rechtsanwälte die so genannten Standesrichtlinien, mit denen die Bundesrechtsanwaltskammer die allgemeine Berufsregel des § 43 BRAO konkretisiert und dabei unter anderem Verhaltensregeln für die Ausübung des Berufs des Rechtsanwalts kodifiziert hatte. Das Bundesverfassungsgericht entschied, dass diese Standesrichtlinien nicht Grundlage für einen Eingriff in die Berufsfreiheit sein können, da diese Art der Normsetzung den Gesetzesvorbehalt des Art. 12 Abs. 1 Satz 2 GG missachte. Insbesondere enthielt die Bundesrechtsanwaltsordnung keine Ermächtigung für den Erlass solcher Regelungen durch die Bundesrechtsanwaltskammer. Aufgrund der Beschlüsse waren die Standesrichtlinien insgesamt mit dem Grundgesetz unvereinbar, wobei eine vorübergehende Anwendung bis zu einer Neuregelung ermöglicht wurde.

## Folgen der Beschlüsse
Bis 1994 existierten keine entsprechenden berufsrechtlichen Regelungen. Erst dann wurden die §§ 191a ff. BRAO eingeführt, in denen die BRAK eine „Satzungsversammlung“ erhielt, deren Aufgabe der Erlass von Satzungen im Rahmen des § 59b BRAO war. Im Rahmen dieser Kompetenz wurden in der Folge die Berufsordnung für Rechtsanwälte und die Fachanwaltsordnung erlassen.

## Einzelnachweis
1. ↑  BVerfG, Beschluss vom 14. Juli 1987, Az. 1 BvR 537/81.